# 奧利維耶·馬澤爾
奧利維耶·夏爾·阿爾芒·阿德里安·馬澤爾（法語：Olivier Charles Armand Adrien Mazel；1858年9月16日—1940年3月10日），是一位法國陸軍將領，在第一次世界大戰後期西線戰場指揮第五軍團。